# Šmel okoličnatý
Šmel okoličnatý (Butomus umbellatus) je druh jednoděložné rostliny z čeledi šmelovité (Butomaceae). Čeleď šmelovité (Butomaceae) je monotypická a zahrnuje pouze tento jeden druh.. Čeleď šmelovité je v nejmodernějších systémech, jako je třeba APG II řazena do řádu žabníkotvaré (Alismatales). V některých starších systémech je řazen do samostatného řádu šmelotvaré (Butomales) s jedinou čeledí Butomaceae, např. Revealův systém, Tachtadžjanův systém atd.

## Popis

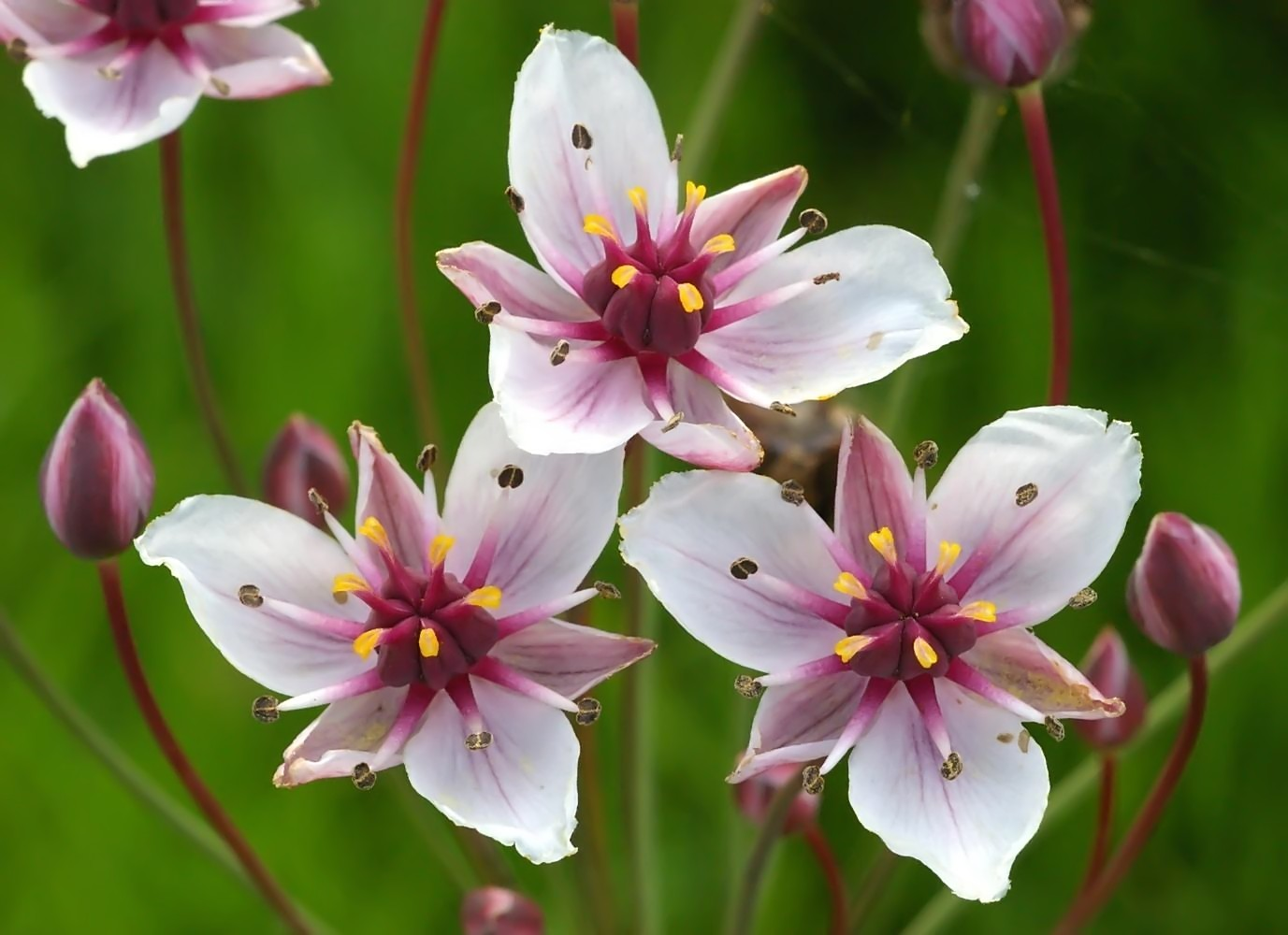
Šmel okoličnatý - detail květenství

Jedná se o vytrvalou bahenní až vodní rostlinu s oddenky, dorůstá výšky cca 50-140 cm. Je to jednodomá rostlina s oboupohlavnými květy. Listy jsou nahloučeny na bázi, jsou jednoduché, přisedlé až trochu řapíkaté, střídavé, uspořádané dvouřadě, jsou až 150 cm dlouhé a 1 cm široké. Čepele listů jsou celistvé, čárkovité, dole žlábkovité a slabě trojhranné, žilnatina je souběžná. Květy jsou v květenstvích, jedná se o zdánlivý okolík, ve skutečnosti se však jedná o stažené vrcholičnaté květenství zvané šroubel, květenství je podepřeno 3 listeny. Květy jsou pravidelné, cyklické, na relativně dlouhých stopkách. Okvětí je složeno ze 6 okvětních lístků ve 2 přeslenech, okvětní lístky jsou slabě rozděleny na kalich a korunu, kdy vnější přeslen je spíš zelenější a vnitřní spíše barevnější. Okvětní lístky jsou asi 10 až 15 mm dlouhé, vnitřní jsou spíše nazelenalé, vnější bělavé, růžové až purpurové. Tyčinek je 9 ve 2 přeslenech, 6+3, ve vnějším přeslenu se totiž tyčinky větví, jedná se tak o 3 páry, nejsou srostlé s okvětím, vnitřní tyčinky jsou delší než vnější. Gyneceum je složeno ze 6 plodolistů, v 1 přeslenu, je apokarpní (ale někdy na bázi plodolisty trochu srostlé), semeník je svrchní. Plod je suchý, pukavý, v souplodí, jedná se o měchýřky.

## Rozšíření ve světě

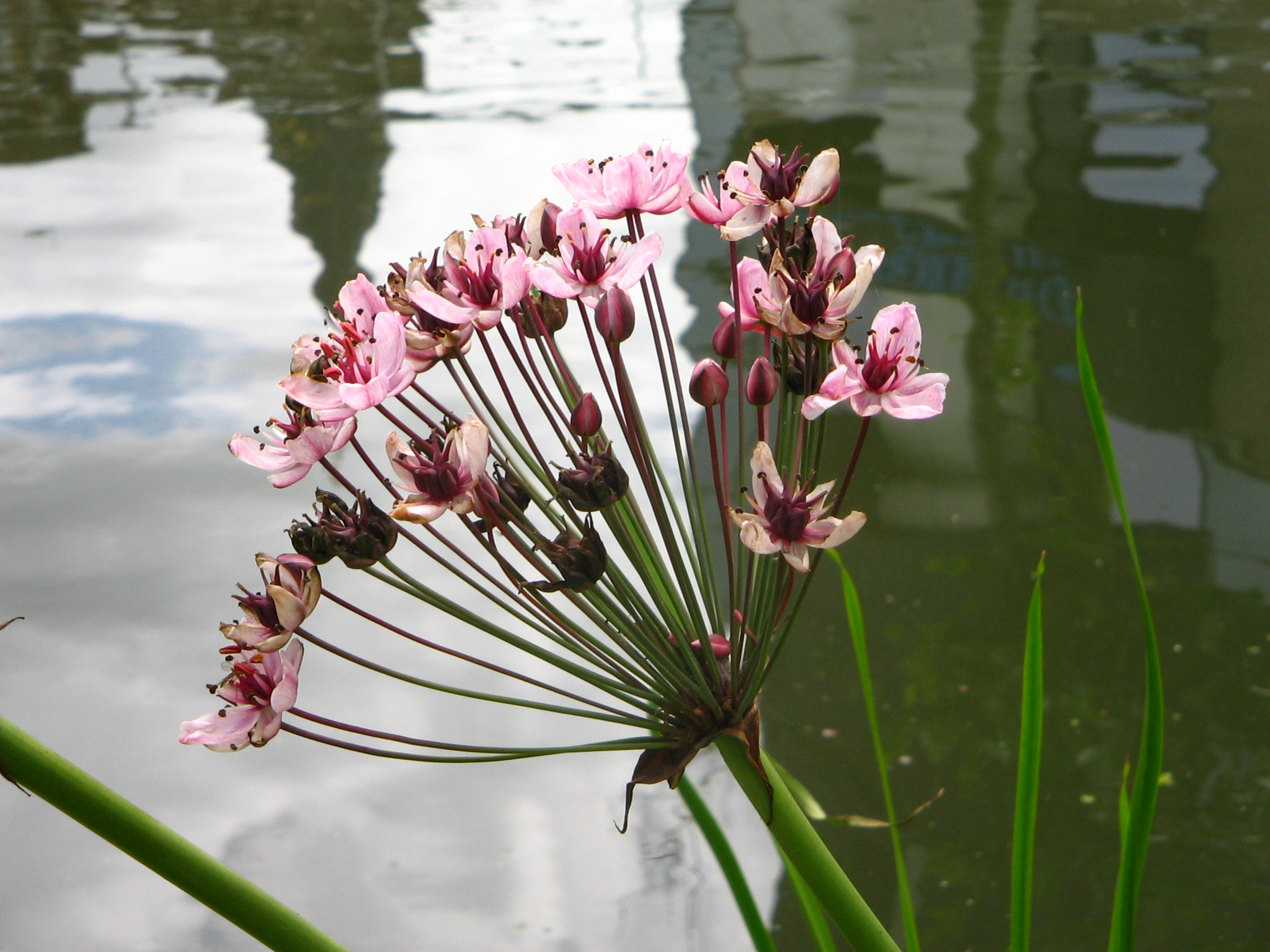
Šmel okoličnatý - detail květenství

Šmel okoličnatý je rozšířen v Evropě, v Asii, ve východní Asii je však jeho areál rozdroben, roste i v severní Africe. V Severní Americe není původní, ale je zde místy zdomácnělý a chová se zde i jako invazní rostlina. Druh je dosti variabilní ve svém rozsáhlém areálu, proto byly popsány i nějaké variety, poddruhy, někdy až druhy. Tento článek se však s druhovým pojetím těchto odchylek neztotožňuje stejně jako většina současné literatury.

## Rozšíření v Česku
V ČR roste převážně v nížinách a pahorkatinách Čech i Moravy, v chladnějších oblastech většinou chybí. Vyskytuje se hlavně na březích stojatých a pomalu tekoucích vod.

## Význam pro člověka
Oddenek šmelu je jedlý a díky bohatému obsahu sacharidů i velmi výživný. Kazaši, Kyrgyzové a domorodí Sibiřané, např. Jakuti a Burjati, z něj připravují kaše, chléb nebo placky na způsob lívanců.